# Методи боротьби із водопроявами у свердловинах
Методи боротьби із водопроявами у свердловинах (рос. методы борьбы с водопроявлениями в скважинах; англ. control methods of water in flows in wells, нім. Kampfmethoden f pl gegen die Wasserauftreffen in den Sonden) — методи, які забезпечують зменшення припливу води із пласта у свердловини та винесення води із вибою на поверхню. 

## Загальна характеристика
Методи боротьби із водопроявами у свердловинах підрозділяють на методи, що зменшують надходження пластових вод у свердловину (ізоляційні роботи; селективне розкриття пластів; обмеження відборів пластової продукції, яке сприяє зниженню припливу води), і методи, які звільняють стовбур свердловини від рідини (газогідродинамічні — збільшення швидкостей газу за рахунок зниження тиску чи збільшення припливу; фізико-хімічні — спінювання чи випаровування вибійної рідини; механізовані — газліфт, насосна експлуатація, плунжерний ліфт, диспергатори, пристрої для скидання рідини із вибою в нижчерозміщені поглинальні горизонти). Методи, що зменшують надходження пластових вод у свердловини, знижують видобувні можливості свердловин з ряду причин. Проведення ізоляційних робіт по обмеженню припливу води і селективне розкриття продуктивних горизонтів зменшують ефективну товщину продуктивних горизонтів і тим самим впливають на падіння дебіту свердловин. Технологічне обмеження відборів продукції не завжди може бути прийнятним за наявного експлуатаційного фонду свердловин. Ці фактори є основними причинами переважного використання в промисловій практиці для боротьби з водопроявами методів, основаних на видаленні рідини з вибою експлуатаційних свердловин.
На завершальній стадії розробки газових і газоконденсатних родовищ енергія припливу газу у свердловині стає недостатньою для піднімання рідини, яка накопичується на вибої (пластова вода, газоконденсат). Звичайно в практиці експлуатації переходять на інший типорозмір ліфтових труб. Використовують також для видалення рідини сифонні трубки (діаметром 25; 32 та 42 мм — труби в бунтах, які опускаються в колону ліфтових труб), спеціальні пристрої (диспергатори, плунжерні ліфти) або переходять на насосне видобування пластової рідини. Може бути розпочата також спеціальна газліфтна експлуатація газових і газоконденсатних свердловин з додатковим подаванням газу з гирла в затрубний простір експлуатаційних свердловин.
Можна застосовувати також піноутворювальні поверхнево-активні речовини (ПАР), які сприяють спінюванню пластової рідини, що накопичується на вибої. Під час застосування методу видалення рідини з свердловин за рахунок додавання ПАР знижується поверхневий натяг на межі розділу газ-рідина, при піноутворенні зменшується густина газорідинної суміші. Ці фактори сприяють підняттю рідини з вибою свердловин за рахунок енергії видобувного газу.